# Рове
Рове (словен. Rove) — поселення в общині Войник, Савинський регіон, Словенія. 
Висота над рівнем моря: 346,7 м.